# Can't Stop the Feeling!
Can't Stop The Feeling! je píseň nahraná americkým zpěvákem a skladatelem Justinem Timberlakem pro soundtrack k filmu Trollové (2016). Píseň je ve stylu disco-pop, soul-pop s funkovými vlivy. První televizní představení písně Can't Stop the Feeling! proběhlo během slavnostního finále Eurovision Song Contest 2016. Hudební video, které režíroval Mark Romanek, bylo vydáno 16. května 2016 a sleduje Justina Timberlaka během jeho turné. Píseň Can't Stop The Feeling! byla ve Spojených státech amerických nejprodávanější písní roku 2016. Od roku 2017 se ve Spojených státech amerických prodalo 3,3 milionu internetového stažení. Pro Apple Music to byla druhá nejlepší píseň roku. Official Charts Company ze Spojeného království ji ocenila jako nejlepší píseň Justina Timberlaka v zemi, za více než milion prodaných kusů. Hudební video na YouTube získalo od listopadu 2019 více než 1,1 miliardy zhlédnutí.